# العجمان (الملاح)

تعديل مصدري - تعديل

العجمان هي إحدى قرى عزلة الملاح بمديرية الملاح التابعة لمحافظة لحج، بلغ تعداد سكانها 383 نسمة حسب تعداد اليمن لعام 2004.